# Copa Emirates de 2022
A Copa Emirates de 2022 foi um torneio de futebol amistoso de pré-temporada realizado pelo Arsenal em sua casa, o Emirates Stadium. Foi a décima primeira edição da Copa Emirates, com o Arsenal recebendo o clube espanhol Sevilla. A partida foi disputada no dia 30 de julho de 2022.

## Antecedentes
A Copa Emirates foi inaugurada em julho de 2007, depois que o Arsenal finalizou os planos de sediar uma competição de pré-temporada em sua casa. A competição tem o nome do principal patrocinador do Arsenal, a Emirates; a associação da companhia aérea com o clube de futebol começou em 2004.

## Partida
| 30 de julho de 2022 | Arsenal                                                       | 6 – 0     | Sevilla | Emirates Stadium, Londres |
| 12:30 BST           | Saka 10' (pen.) 19' · Gabriel Jesus 13' 15' 76' · Nketiah 89' | Relatório |         | Árbitro: Andrew Madley    |